# Cerro Medina
El Cerro Medina es un montículo o elevación ubicado en el centro este del Departamento de Paraguarí, República del Paraguay, en las cercanías de la ciudad de La Colmena y Acahay. Su pico es de 275 metros sobre el nivel del mar, y pertenece al grupo de cerros de la Cordillera de Ybycuí.